# John (libro de 2005)
John es un libro de 2005 de Cynthia Lennon sobre la vida de su primer marido, el músico John Lennon, así como su propia vida. Publicado por primera vez por Hodder & Stoughton, el libro narra su relación con Lennon antes, durante y después de su período como miembro de The Beatles, incluido el nacimiento de su hijo Julian Lennon, el divorcio de ella y John, el posterior nuevo matrimonio de John a Yoko Ono y la vida de Cynthia y Julian después del asesinato de John en 1980.
John fue el segundo libro de Cynthia, después de sus memorias de 1978 A Twist of Lennon.

## Recepción
Michel Faber de The Guardian le dio al libro una crítica mayoritariamente negativa, escribiendo que su «propósito declarado es contrarrestar la forma en que ella [Cynthia] ha sido borrada de la historia, para demostrar que su matrimonio con John no era la irrelevancia que él afirmaba que era. En cambio, se retrata aún más en un segundo plano, con una prosa tan insulsa y sin carácter que bien podría haber sido producida por un escritorzuelo medio dormido». Mark Timlin de The Independent escribió que, en comparación con otros libros sobre los Beatles, John «tiene un tono de verdad que la mayoría no tiene», y lo llamó «la historia de una mujer unipersonal cuyo hombre se escapó en una de las demostraciones más públicas de adulterio de la historia. Pero debo decirles que, si tuviera que elegir entre salir con Cynthia o Yoko, [...] elegiría a Cynthia siempre».